# 中国人民武装警察部队猎鹰突击队
中国人民武装警察部队第一机动总队特种作战第一支队，通称中国人民武装警察部队猎鹰突击队，驻地北京市，隶属中国人民武装警察部队第一机动总队，主要担负以反劫机为中心的反恐作战任务。

## 简介
1982年7月22日，中国人民解放军抽调部分官兵，组建“反劫机特种警察部队”（又称“公安部警字第722特种部队”），并在北京市举行了成立大会。这是中华人民共和国首个特种警察部队。1983年4月5日武警总部成立，该部队转隶武警总部，更名为“中国人民武装警察部队特种警察大队”，后来又称“中国人民武装警察部队特种警察学校”。1985年起，该部队开始自行培养作战队员。1999年8月，武警四川总队女子特警队移驻北京，成为该学院的第一支女子作战队。2000年5月，经中央军委批准，该部队改为中国人民武装警察部队特种警察学院。由此成为“亦队亦校、队校合一”。该学院设有特种作战大队，作为该学院的作战队，下设反恐中队、反劫机中队。每年该学院学员毕业后，一部分留在该学院成为作战队员，一部分被分配至武警各总队和机动部队任指挥员。该学院的作战队主要担负反恐作战、战备执勤、外事表演等任务。
特种作战大队自成立后，参加许多国际赛事并取得优异成绩，如2013年，在约旦勇士竞赛暨世界特种兵比武中，特种作战大队获得团体第二、四个单项第一的成绩。
2008年北京奥运会圣火传递中，“圣火护卫团”全部是由来自中国人民武装警察部队特种警察学院的武警警官组成。
2014年2月20日，中共中央总书记、国家主席、中央军委主席习近平命名中国人民武装警察部队特种警察学院特种作战大队为中国人民武装警察部队“猎鹰突击队”。2014年4月9日，习近平视察了中国人民武装警察部队特种警察学院并将“猎鹰突击队”旗帜授予猎鹰突击队大队长米彦广，武警部队领导在授旗仪式上宣读了《中国人民武装警察部队关于“猎鹰突击队”命名的通知》。这是中华人民共和国党和国家最高领导人历史上首次向部队基层单位授队旗。
2016年5月1日，中国人民武装警察部队统一换发新式姓名牌、胸标、臂章。其中新式臂章分为通用臂章和特殊勤务臂章，特殊勤务臂章共八类，其中一类即中国人民武装警察部队猎鹰突击队臂章，而另一类即中国人民武装警察部队特战臂章与此不同。
2017年，在武警部队调整改革中，转隶中国人民武装警察部队第一机动总队。

## 參與行動
- 1988年，赴奥地利参加国际宪兵特警竞技比赛，获团体第七。
- 1993年、1995年，蝉联世界警察体育五项赛团体冠军[9]。
- 2003年3月，派遣女特警参与北京一次对抢劫犯罪团伙的诱捕行动。
- 2007年，武警部队派遣四人赴法國國家憲兵干預組学习狙击战术，其中一人为特警学院作战队警官。
- 2008年，派遣行动分队警官出国执行任务，保护2008年北京奥运会圣火。
- 2008年到2011年，特警学院举办了每年一度的全武警部队狙击手骨干集训，并选拔出集训排名最高的队员参加在匈牙利举行的世界军警狙击手锦标赛。
- 2009年，武警部队举行了首届全武警部队特战分队骨干集训比武，各省、自治区、直辖市的武警总队特勤／特战分队共36支队伍参加了比赛。特警学院作战队总分第一获得冠军，并在狙击、排爆、攀大绳等多个项目上夺得第一。此次参加比赛的各个分队带队队长，有一多半是特警学院的毕业生。
- 2010年，武警部队举行了第二届全武警部队特战分队骨干集训比武，特警学院部队蝉联冠军。
- 2013年3月24日，特警部队和雪豹突击队各派出七名队员参加在约旦扎尔卡省阿卜杜拉国王特战训练中心举行的“勇士竞赛”，雪豹突击队和特警学院队员分别包揽了团体总分第一和第二名[10]。
- 2019年，該隊透過魔鬼周選拔出20名軍人參與中国中央电视台军事·农业频道正式分拆後《誰是終極英雄》的戰技競賽，當中分為五組各自進行賽事（四個女兵為一組，剩者抽籤決定），而由武警特警學院特種作戰系主任孫博祥負責點名、向各參賽者說明各比賽課目對其具體要求、為選手倒數計時、在指揮方倉實時評判其表現、為選手加油、告訴觀眾各比賽課目用意與頒發獎牌給奪冠選手[11]。